# Karl Menke
Karl Menke (3. srpnja 1906. – nije poznat nadnevak smrti) je bivši njemački hokejaš na travi. Igrao je na mjestu veznog igrača.
Osvojio je srebrno odličje na hokejaškom turniru na Olimpijskim igrama 1936. u Berlinu igrajući za Njemačku. Odigrao je jedan susret.

## Vanjske poveznice
- Profil na Database Olympics